# لاله واژگون شرقی
لاله واژگون شرقی(نام علمی: Fritillaria orientalis) نام یک گونه از سرده لاله واژگون است.

## نگارخانه

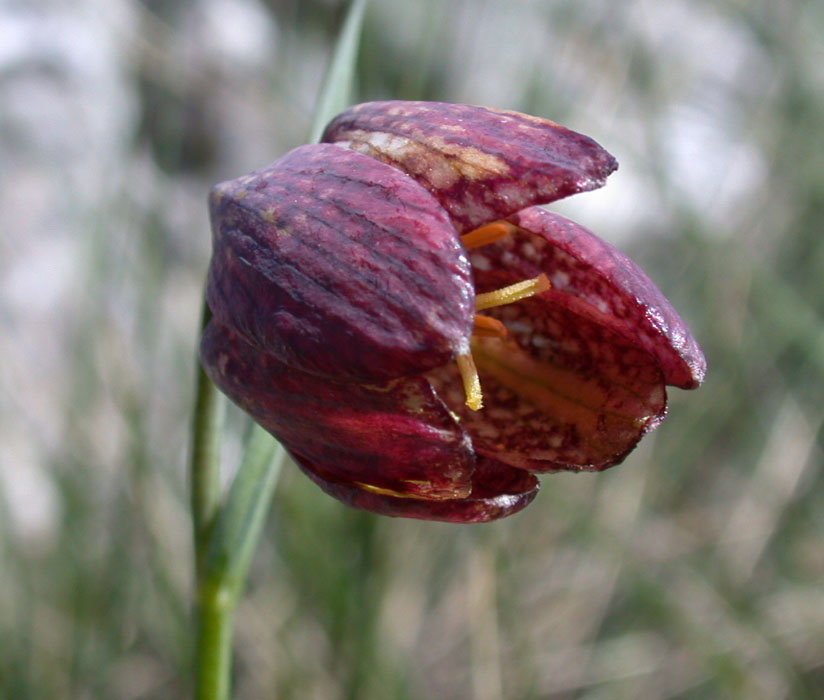
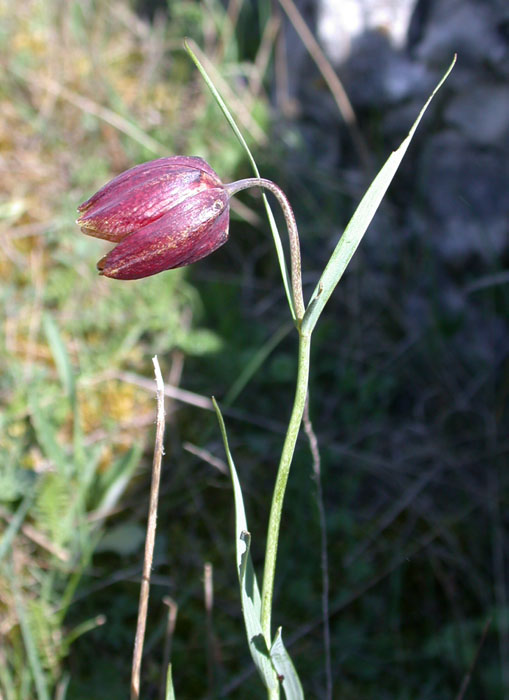